# Schüßler-Plan
Schüßler-Plan ist eine inhabergeführte Ingenieurgesellschaft mit 20 Bürostandorten und Hauptsitz in Düsseldorf. Das Unternehmen erbringt  Planungs-, Beratungs- und Managementleistungen für den Bereich Bauwesen.

## Organisation
Die Schüßler-Plan Gruppe hat weltweit Bürostandorte mit insgesamt 20 Büros und rund 1000 Mitarbeitern. Sie besteht aus fünf Ingenieurgesellschaften mit Hauptsitzen in Berlin, Düsseldorf, Frankfurt am Main,  Warschau (Polen) und der Schüßler-Plan Digital unter dem Dach der Schüßler-Plan GmbH sowie den Tochterunternehmen ICG Düsseldorf, IVB Ingenieurgesellschaft für Verkehrs- und BauManagement und ZIV – Zentrum für integrierte Verkehrssysteme.
Weitere Bürostandorte der Schüßler-Plan Ingenieurgesellschaften sind in Darmstadt, Dortmund, Dresden, Erfurt, Halle (Saale), Hamburg, Hannover, Karlsruhe, Köln, Leipzig, Ludwigshafen, München, Neustrelitz, Nürnberg und Potsdam sowie in Stuttgart.

## Leistungen
Schüßler-Plan erbringt Ingenieurdienstleistungen um das Planen, Beraten, Managen, Prüfen und Zertifizieren von Bauvorhaben und Bauwerken. Zu den Kernkompetenzen der Ingenieurgesellschaft zählen die Planung von Verkehrsinfrastruktur, die Objektplanung und Tragwerksplanung von Hochbauten und Ingenieurbauwerken sowie Leistungen im Baumanagement und im Projektmanagement. Die Tätigkeitsfelder erstrecken sich über die Typologien Brücken, Tunnel, Hochbau, Straßen und Schienenwege sowie Flughäfen, Wasserbau und Industriebauten. Die Bereiche Sanierung (Bauwesen), Erschließung und Konversion (Städtebau) sowie Geotechnik stellen weitere Schwerpunkte dar.

## Geschichte
Das Unternehmen wurde 1958 von Willi Schüßler (1928–2016) unter dem Namen Ingenieurbüro Willi Schüßler in Düsseldorf gegründet. Die Entwicklung zu einem überregionalen Ingenieurunternehmen begann Ende der 1970er Jahre mit dem Umbau des Düsseldorfer Hauptbahnhofs und setzte sich mit der Tieferlegung der Rheinuferstraße (Düsseldorf) sowie dem Ausbau des Düsseldorfer Flughafens fort. Im Jahr 1985 erfolgte die Umwandlung in die Schüßler-Plan Ingenieurgesellschaft mbH. Weitere Gründungen von Ingenieurgesellschaften fanden in Frankfurt (1987) und Berlin (1991) statt. Im Jahr 1991 folgte die Gründung der Schüßler-Plan Consult GmbH, Norbert Schüßler wurde geschäftsführender Gesellschafter.
Von 1992 bis 2015 wurden weitere Bürostandorte eröffnet. 2013 erfolgte die Umwandlung der Schüßler-Plan Consult GmbH in die Schüßler-Plan GmbH. Geschäftsführende Gesellschafter sind seitdem Norbert Schüßler, Bernd Wagenbach und Wolfgang Wassmann.

## Projekte (Auswahl)
| Name                              | Leistung | Standort                   |
| --------------------------------- | --- | -------------------------- |
| Bundesautobahn 10                 | Planungsleistungen für die Verkehrsanlagen, schalltechnische und luftschadstofftechnische Berechnungen, Projektkoordinierung               | Berlin                     |
| Flughafen Düsseldorf              | Projektsteuerung und Tragwerksplanung beim Umbau / Neubau der Flugsteige A, B und C                                                        | Düsseldorf                 |
| Düsseldorf Hauptbahnhof           | Planungsleistungen für die Unterfahrung des bestehenden Bahnhofbauwerks                                                                    | Düsseldorf                 |
| BMW-Vierzylinder                  | Tragwerksplanung und Objektüberwachung des Tragwerks beim Umbau des Bürohochhauses                                                         | München                    |
| City-Tunnel Leipzig               | Generalplanung von der Vorplanung bis zum Abschluss der Entwurfs- und Genehmigungsplanung, Vorbereitung der Vergabe                        | Leipzig                    |
| City-Trasse Frankfurt             | Objektplanung Verkehrsanlagen und Ingenieurbauwerke, Tragwerksplanung, Bauüberwachung, Projektsteuerung                                    | Offenbach                  |
| Europaviertel (Frankfurt am Main) | Objektplanung Verkehrsanlagen, Objektplanung Ingenieurbauwerke                                                                             | Frankfurt am Main          |
| Flughafen Frankfurt Main          | Planungsleistungen für den Terminal 3, Projektsteuerung Neubau Flugsteig B und Flugsteig A plus                                            | Frankfurt am Main          |
| GAP 15                            | Tragwerksplanung | Düsseldorf                 |
| Gateway Gardens                   | Planungsleistungen zur Verlegung der S-Bahnstrecke zur Wohnsiedlung Gateway Gardens                                                        | Frankfurt am Main          |
| Hafenspitze Düsseldorf            | Tragwerksplanung | Düsseldorf                 |
| Hochschule Ruhr West              | Tragwerksplanung mit BIM | Mülheim an der Ruhr        |
| Kö-Bogen                          | Tragwerksplanung und Objektplanung für Ingenieurbauwerke und Verkehrsanlagen, Kanalplanung, Gewässerbau, Bauoberleitung und Bauüberwachung | Düsseldorf                 |
| Niederrheinbrücke Wesel           | Objektplanung Ingenieurbauwerke und Tragwerksplanung                                                                                       | Wesel, NRW                 |
| Pasing Arcaden                    | Tragwerksplanung | München                    |
| Rheinufertunnel (Düsseldorf)      | Objektplanung Verkehrsanlagen und Ingenieurbauwerke, Tragwerksplanung, Bauoberleitung, Bauüberwachung                                      | Düsseldorf                 |
| Saale-Elster-Talbrücke            | Objektplanung Ingenieurbauwerke | Saale-Elster-Aue bei Halle |
| Saraceno-Installation im K21      | Statisch-konstruktive Realisierung der künstlerischen Rauminstallation „in orbit“                                                          | Düsseldorf                 |
| Sevens Center                     | Tragwerksplanung | Düsseldorf                 |
| Strelasundquerung                 | Vorplanung und Entwurfsplanung, Ausschreibung                                                                                              | Stralsund                  |
| VDE 8.1                           | Federführung Generalplanung und Planungskoordination, Objektplanung Ingenieurbauwerke und Verkehrsanlagen                                  | Deutschland                |
| Wehrhahn-Linie                    | Objektplanung Ingenieurbauwerke und Verkehrsanlagen, Tragwerksplanung, Projektmanagement, Bauoberleitung / Bauüberwachung                  | Düsseldorf                 |
| Westhafen Tower                   | Tragwerksplanung | Frankfurt am Main          |

## Auszeichnungen (Auswahl)
- The International Architecture Award 2017, The Chicago Athenaeum / European Centre for Architecture, Art, Design and Urban Studies  (Campusbrücke Mainz)[8]
- Gestaltungspreis „Baukultur in Deutschland 2014“, Wüstenrot Stiftung (Ölhafenbrücke Raunheim)[9]
- Preis des Deutschen Stahlbaus 2014 (Ölhafenbrücke Raunheim)[10]
- Deutscher Städtebaupreis 2014, Sonderpreis „Neue Wege in der Stadt“ (Ölhafenbrücke Raunheim)[11]
- Ingenieurpreis des Deutschen Stahlbaus 2013 (Blaue Welle in Flöha)[12]
- Deutscher Brückenbaupreis 2012 (Blaue Welle in Flöha)[13]
- Plakette Hessische Landesinitiative für Baukultur (Ölhafenbrücke Raunheim)
- Renault Traffic Design Award (Livingbridge Medienhafen Düsseldorf)